# Capsala gotoi
Capsala gotoi är en plattmaskart. Capsala gotoi ingår i släktet Capsala och familjen Capsalidae. Inga underarter finns listade i Catalogue of Life.